# Senado de Gobierno
El Senado de Gobierno (Правительствующий сенат, Pravítelstvuiuschi senat), también llamado Senado Gobernante o Senado Gobernador, fue un órgano legislativo, judicial y ejecutivo del Imperio Ruso, instituido por Pedro el Grande para reemplazar la Duma de los boyardos, y que duró hasta la Revolución de Octubre de 1917. Las nuevas autoridades lo suprimieron en diciembre de dicho año, junto con el resto de órganos judiciales. Era presidido por el procurador general, que servía de enlace entre el soberano y el Senado, y actuó, en palabras del propio emperador, como "el ojo del soberano".
Establecido originalmente sólo para el período de ausencia de Pedro, se convirtió en un organismo permanente después de su regreso. El número de senadores se fijó primero en nueve y, en 1712, aumentó a diez. Cualquier desacuerdo entre el procurador general y el Senado debía ser resuelto por el monarca. Ciertos otros funcionarios y una cancillería también se adjuntaron al Senado. Si bien sufrió muchos cambios posteriores, se convirtió en una de las instituciones más importantes de la Rusia imperial, especialmente para la administración y la ley.
Se suponía que el Consejo de Estado, creado por Alejandro I, heredaría el poder ejecutivo del Senado. Además, un futuro parlamento heredaría el poder legislativo. El primer parlamento ruso, la Duma Imperial de Rusia, se constituyó en mayo de 1906. 
En el siglo XIX, el Senado se convirtió en el máximo órgano judicial de Rusia. Como tal, ejercía control sobre todas las instituciones y funcionarios legales en todo el país.